# Colonel général (France)
Pour les articles homonymes, voir Colonel (homonymie) et Colonel général.
En France, le colonel général est un officier général chargé de tous les régiments d'une même arme ; il est considéré comme le colonel de tous les régiments de cette arme. On trouve notamment un colonel général de l’infanterie et un de la cavalerie (voir plus bas). Le colonel général de l'infanterie ayant trop d'importance, Louis XIV supprime sa charge en 1661 et ne nomme plus que des colonels généraux au rôle honorifique comme celui des dragons (créé en 1668), celui des Cent-Suisses et Grisons, qui a autorité sur tous les régiments de Suisses de la Maison du Roi, et celui des Gardes françaises. Lorsque la charge de colonel général de l'infanterie est supprimée, les officiers responsables des régiments, alors appelés mestres de camp, prennent nom de colonels. Comme la cavalerie conserve toujours ses colonels généraux, les chefs de régiments restent des mestres de camp.
Tous les grades de colonel général sont supprimés à la Révolution, mais ils sont rétablis par Napoléon, qui nomme certains de ses maréchaux à des grades honorifiques. À la Restauration, quelques titres sont accordés à des membres de la famille royale. Après 1830, on ne trouve plus de colonels généraux.

## Colonels généraux d'Ancien Régime

### Colonel général de la cavalerie

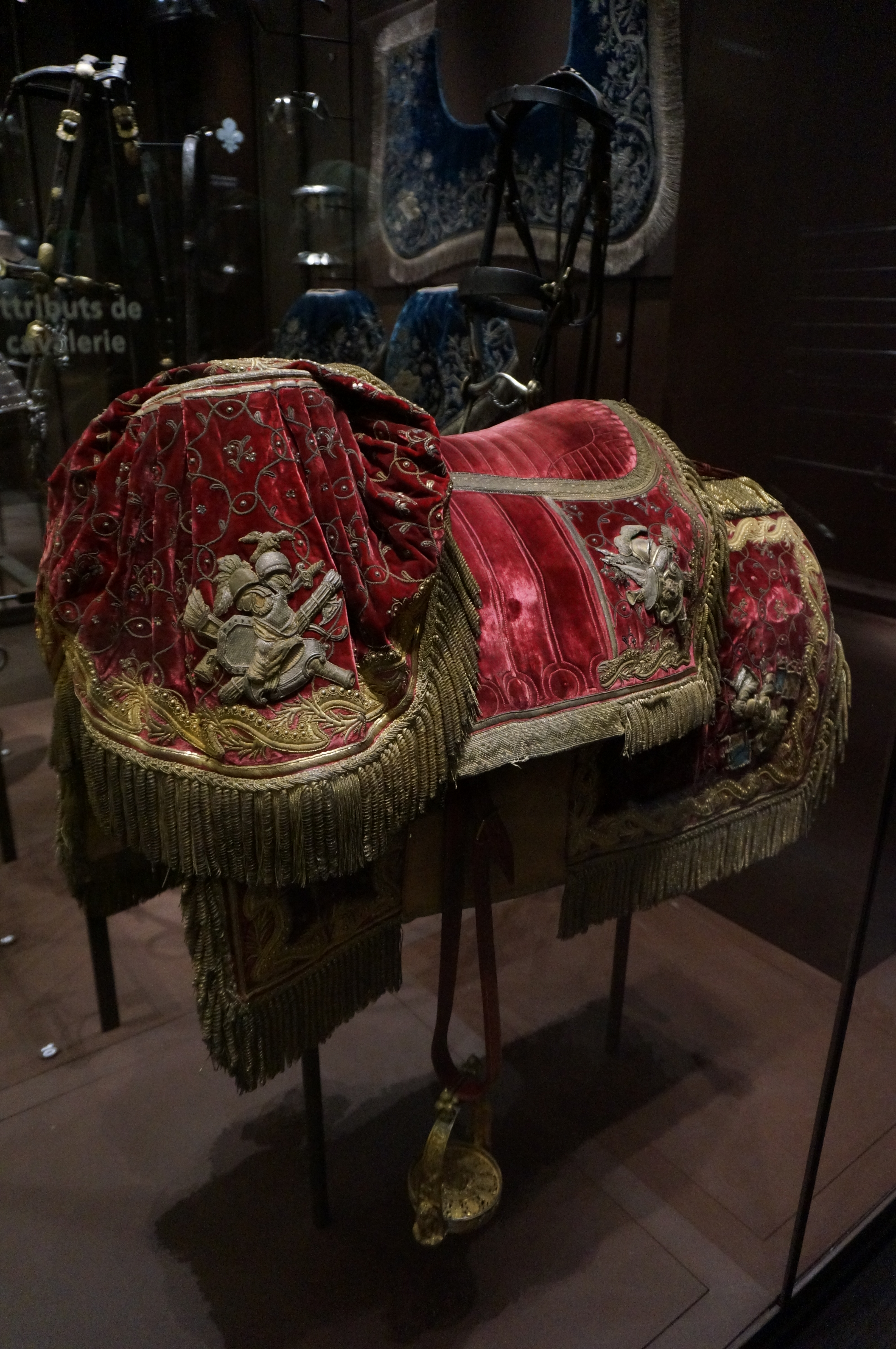
Selle de parade aux armes du colonel général de cavalerie, musée de l'Armée.

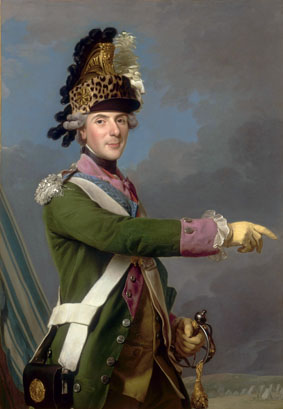
Portrait de Louis de France, dauphin par Alexandre Roslin (1765)
Versailles, musée national du Château et des Trianons.Le dauphin représenté en uniforme de colonel-général des Dragons.

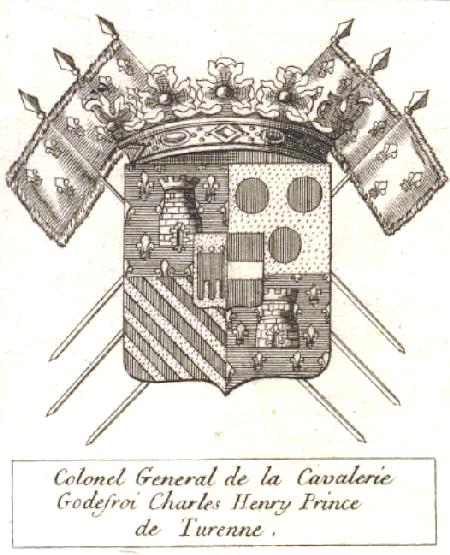
Colonel général de la cavalerie en blasonnement.

Le colonel général de la cavalerie était à l'origine l'équivalent du colonel général de l’infanterie. Comme lui, il était considéré comme le colonel de tous les régiments de cavalerie, dont les chefs effectifs portaient le titre de mestre de camp. Seules les compagnies de la gendarmerie de France, qui ne formaient pas des régiments, n'étaient pas sous son autorité, ce qui justifiait son titre formel de colonel général de la cavalerie légère. Le colonel général était assisté d'un mestre de camp général et d'un commissaire général, fonctions qui devinrent bientôt honorifiques. Le colonel général devait viser de son "attache" tous les actes concernant la cavalerie et exerçait par ce biais un contrôle sur les nominations d'officiers. 
La politique royale fut toutefois bien plus conciliante avec les colonels généraux de la cavalerie qu'avec ceux de l'infanterie. Ce n'est que sous le règne de Louis XIV qu'on s'employa à rogner les prérogatives du colonel général. Turenne, colonel général depuis 1634, perdit en 1667 le contrôle des nominations et nous dit Racine "n'osa souffler, de peur de dégoûter le Roi de lui." Il conserva néanmoins une autorité technique et symbolique, en participant à la rédaction de règlements de la cavalerie, en organisant des revues et en visant toutes les commissions d'officiers. En 1668, les dragons furent soustraits à son autorité et confiés à un colonel général distinct. Son neveu, le comte d'Auvergne, colonel général à partir de 1675, dut partager son autorité avec un corps d'inspecteurs de la cavalerie, chargé de l'organisation de l'arme, créé en 1694. Le comte d'Évreux, neveu du comte d'Auvergne, ne conserva plus que des privilèges honorifiques, la cavalerie étant désormais intégrée à la structure de commandement royale.
En 1778 la charge de colonel général des hussards fut créé par démembrement de celle de colonel général de la cavalerie.

#### Colonels généraux de la cavalerie légère
- 1548-1549 : Charles Ier de Cossé, comte de Brissac
- 1549 : Claude de Lorraine, duc d'Aumale
- 1558 : Jacques de Savoie-Nemours (1531 † 1585), duc de Nemours
- 1569-1571 : François de Guise
- 1571-1572 : Charles de Montmorency-Damville, maréchal de France
- 1572-1574 : Guillaume de Montmorency, seigneur de Thoré
- 1574-1585 : Jacques de Savoie-Nemours (1531 † 1585), duc de Nemours
- 1585-1586 : Charles Ier d'Aumale (1555 † 1631), duc d'Aumale
- 1586-1588 : Maréchal Jean-François de La Guiche
- 1588-1589 : Charles de Valois (1573-1650), comte d'Auvergne puis duc d'Angoulême
- 1589-1595 : duc des Ursins[réf. nécessaire] (? : Paolo Giordano Orsini, duc de Bracciano, colonel général de l'infanterie papale sous Paul IV[1])
- 1595-1604 : Charles de Valois (1573-1650), comte d'Auvergne puis duc d'Angoulême
- 1604-1616 : Jacques de Savoie-Nemours (1531 † 1585), duc de Nemours
- 1616-1618 : Charles de Valois, duc d'Angoulême
- 1618 :  François d'Angoulême (1598-1622), comte d'Alais
- 1618-1626 : Henri II, duc de Rohan
- 1626-1643 : Louis-Emmanuel d'Angoulême, comte d'Alais
- 1643-1653 : Louis-Emmanuel d'Angoulême, duc d'Angoulême
- 1653-1657 : Louis de Guise-Joyeuse, duc de Joyeuse
- 1657-1675 : Henri de La Tour d'Auvergne (vicomte de Turenne)
- 1675-1705 : Frédéric-Maurice de La Tour d'Auvergne, comte d'Auvergne
- 1705-1740 : Louis-Henri de La Tour d'Auvergne, comte d'Évreux
- 1740-1759 : Godefroy de La Tour d'Auvergne, duc de Bouillon, prince de Turenne
- 1759-1790 : Armand, marquis de Béthune

#### Colonels généraux desdragons
- 1668-1672 : Antonin Nompar de Caumont, duc de Lauzun
- 1672-1678 : Nicolas d'Argouges, marquis de Rannes
- 1678-1692 : Louis François de Boufflers, maréchal de France
- 1692-1703 : René de Froulay, comte de Tessé, maréchal de France, général des galères
- 1703-1704 : Antoine V, duc de Guiche puis duc de Gramont, maréchal de France, colonel général des dragons et des Gardes françaises
- 1704-1734 : François de Franquetot de Coigny, maréchal de France
- 1734-1748 : Jean Antoine François de Franquetot de Coigny
- 1748-1754 : François de Franquetot de Coigny (colonel général pour la deuxième fois, son frère ayant été tué en duel)
- 1754-1771 : Marie-Charles-Louis d'Albert de Luynes, duc de Chevreuse et de Luynes
- 1771-1783 : François Henri de Franquetot de Coigny, maréchal de France
- 1783-1790 : Louis-Joseph-Charles-Amable d'Albert de Luynes, duc de Chevreuse, 6e duc de Luynes

#### Colonels généraux des hussards
- 1778-1790 : Louis Philippe Joseph, duc d’Orléans

### Autres

#### Colonels généraux des Suisses et Grisons

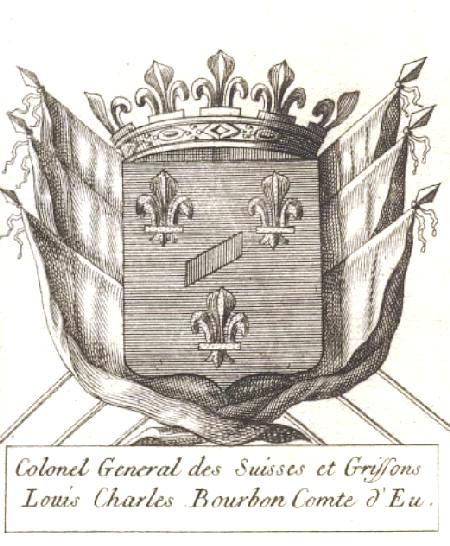
En blason, colonel général des Suisses et Grisons.

1542-1544 James de Saint Julien premier à porter la charge de Colonel général des Suisses, notamment à la bataille de Cérisoles Ambassadeur de France en Suisse et au Piémont puis Sénéchal de Toulouse comme le prouve une lettre du roi François 1er (catalogue des actes de François 1er et Bibliothèque Nationale de France T2 p600).   
- 1544-1562 : Guillaume Froelich, premier colonel général des Cents-Suisses
- 15xx-1556 : Diègue Mandosse, Premier maître d’hôtel du Roi, ambassadeur extraordinaire devers les Suisses et les Grisons.
- 15xx-1571 : Claude de Clermont-Tonnerre, baron de Dampierre
- 1571-1596 : Charles de Montmorency-Damville, maréchal de France
- 1596-1605 : Nicolas de Harlay de Sancy
- 1605-1614 : Henri II, duc de Rohan
- 1614-1632 : François de Bassompierre, maréchal de France
- 1632-1642 : Pierre-César du Cambout, marquis de Coislin
- 1642-1643 : Edme, marquis de La Châtre (mort en 1645), comte de Nancey
- 1643-1647 : François de Bassompierre, maréchal de France
- 1647-1657 : maréchal Charles de Schomberg
- 1657-1674 : Eugène-Maurice de Savoie-Carignan (1635-1673), 31e comte de Soissons, créé duc de Carignan (Yvois) en Ardennes
- 1674-1710 : Louis-Auguste de Bourbon (1670-1736), duc du Maine
- 1710-1755 : Louis-Auguste de Bourbon (1700-1755), prince de Dombes
- 1755-1762 : Louis-Charles de Bourbon (1701-1775), comte d'Eu
- 1762-1771 : Étienne-François de Choiseul-Stainville, duc de Choiseul
- 1771-1790 : Charles, comte d'Artois, frère du roi Louis XVI
- 1807-1809 : Jean Lannes, maréchal d'Empire et duc de Montebello, prince de Sievers
- 1809-1814 : Louis-Alexandre Berthier, maréchal d'Empire et prince de Neuchâtel et de Wagram, duc de Valengin

#### Colonels généraux des Gardes françaises
- .... - .... : Charles II de Créquy (v.1575-1638), prince de Poix, seigneur de Créquy, de Fressin et de Canaples, puis duc de Lesdiguières (1626)

- 1661-1671 : Antoine, duc de Gramont
- 1672-1691 : François III d'Aubusson, duc de La Feuillade
- 1692-1704 : Louis François, duc de Boufflers
- 1704-1717 : Antoine V, duc de Guiche puis duc de Gramont, maréchal de France, colonel général des dragons et des Gardes-Françaises
- 1717-1741 : Antoine VI, duc de Gramont
- 1741-1745 : Louis, duc de Gramont
- 1745-1788 : Louis Antoine de Gontaut, duc de Biron

## Colonels généraux napoléoniens
- Carabiniers : Louis Bonaparte, roi de Hollande et connétable de l'Empire
- Chasseurs à cheval : Louis Viesse de Marmont, duc de Raguse, puis Emmanuel, comte de Grouchy
- Cuirassiers : Laurent, comte Gouvion-Saint-Cyr, puis Augustin, comte Belliard
- Dragons : Louis, comte Baraguey d'Hilliers, puis Étienne Marie Antoine Champion de Nansouty
- Hussards : Jean-Andoche Junot, duc d'Abrantès
- Suisses : Louis-Alexandre Berthier, prince de Wagram et de Neuchâtel, vice-connétable de l'Empire, puis Jean Lannes, duc de Montebello

### Garde impériale
- Artilleurs et marins de la Garde Impériale : Édouard Mortier, duc de Trévise
- Cavalerie de la Garde : Jean Baptiste Bessières, duc d'Istrie, puis Louis-Gabriel Suchet, duc d'Albuféra
- Grenadiers à pied de la Garde impériale : Louis Nicolas Davout, duc d'Auerstaedt, prince d'Eckmühl
- Chasseurs à pied de la Garde impériale : Jean-de-Dieu Soult, duc de Dalmatie.

## Colonels généraux de la Restauration

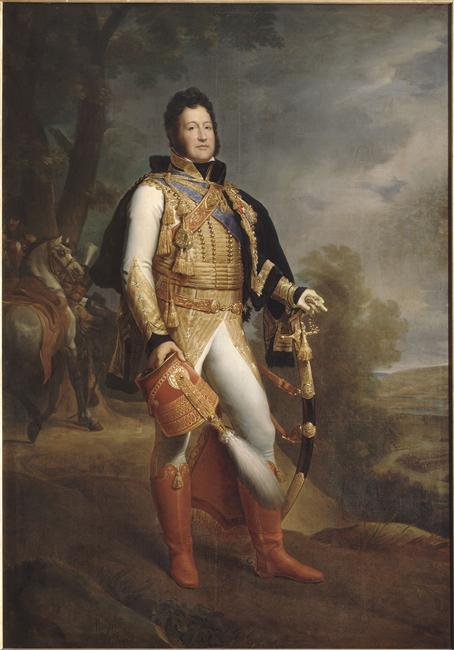
Louis-Philippe, duc d'Orléans, en uniforme de colonel général des hussards, en 1817.

- Carabiniers : Louis, duc d'Angoulême, fils aîné du roi Charles X
- Chevaux-légers-lanciers : Charles, duc de Berry, fils cadet du roi Charles X
- Cuirassiers : Louis, duc d'Angoulême
- Garde Nationale : Charles, comte d'Artois, frère du roi Louis XVIII
- Suisses : Henri, duc de Bordeaux, petit-fils du roi Charles X
- Hussards : Louis-Philippe, duc d'Orléans